# Yamaha TDM
Die TDM war eine Motorrad-Modellreihe des japanischen Motorradherstellers Yamaha.
TDM steht für Twin Dual-purpose Motorcycle („Zwei(zylinder)-Zweizweck-Motorrad“).
Vorläufermodell, vor allem motorseitig, war die Yamaha XTZ 750 Super Ténéré.

## Modellcharakteristika
Das erste Modell mit der Bezeichnung TDM 850 hatte das werksseitige Kürzel 3VD und wurde von 1991 bis 1995 produziert. Sie ist mit einem Parallel-Twin ausgerüstet, der ab der 4TX-Baureihe 1996 mit 270° Kurbelversatz läuft. Ab 2001 begann Yamaha die TDM 900 (RN08) mit neuem Aluminiumrahmen und strafferem Fahrwerk zu produzieren. Seit 2005 ist sie (in Deutschland serienmäßig) mit Antiblockiersystem und elektronischer Wegfahrsperre erhältlich (RN11). Die RN18 (2007) ist die letzte Evolutionsstufe dieses Maschinentyps.
Das Modell ist ein von einem Geländemotorrad (Enduro) abgeleiteter sogenannter Allrounder, also sowohl Reisemotorrad als auch halbverkleidete Straßenmaschine. Yamaha verkaufte die TDM 850 als Sporttourer. Ab der 4TX wurde der Zweizylinder statt mit den ursprünglichen 360° mit einem Hubzapfenversatz von 270° versehen. Diese Änderung verhalf dem Motor zum Klang von V-Motoren, der allerdings durch die originale Auspuffanlage wieder stark gedämpft wurde.
Die TDM gilt allgemein als gut verarbeitet und sehr zuverlässig. Das Fahrwerk und die Sitzposition sind komfortabel und tourentauglich. Der Motor hat viel Drehmoment und Leistung, wurde aber häufig wegen zu hoher Lastwechselreaktionen und – vor allem beim ersten Modell 3VD – wegen hohen Kraftstoff-Verbrauches kritisiert. Ab dem Modell 4TX haben die Lastwechselreaktionen abgenommen, auch der Kraftstoffverbrauch wird im Allgemeinen als sparsam im Vergleich mit anderen Sporttouringmaschinen betrachtet.

## TDM850 (3VD)

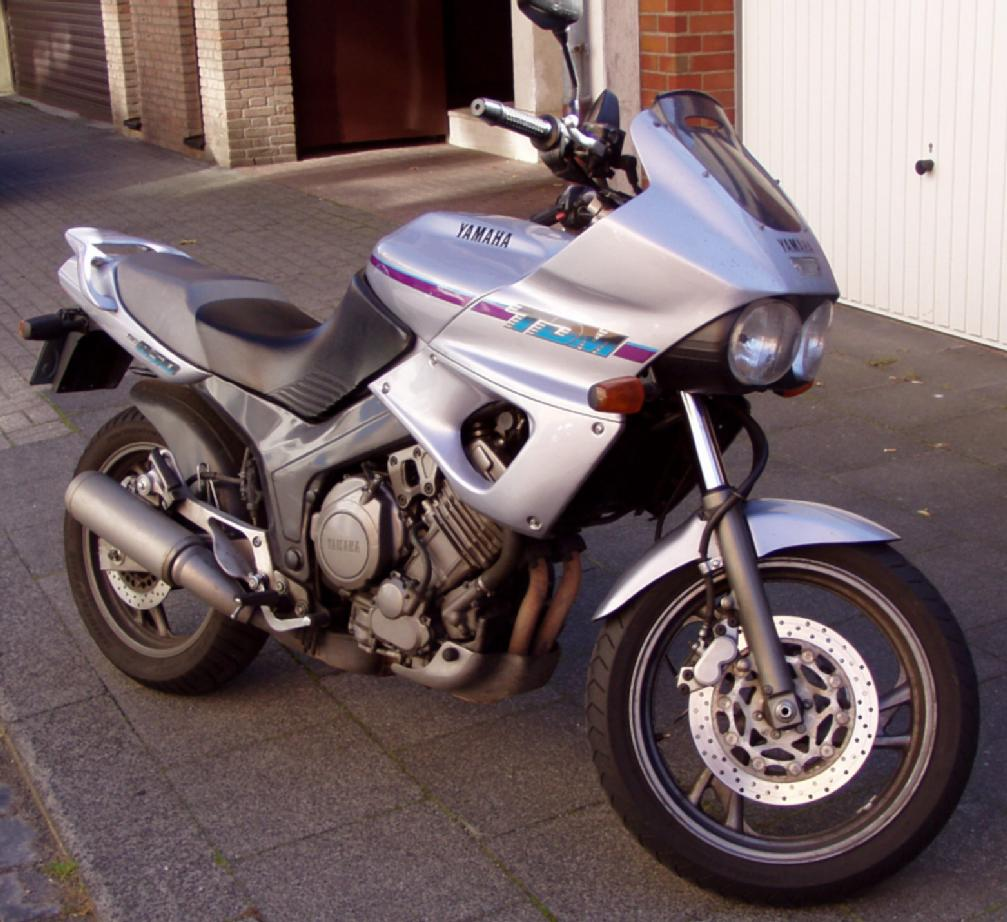
TDM 850 (3VD, Bj. 1992)

Die Yamaha TDM850 (3VD) wurde von 1991 bis 1995 gebaut.
Sie hat einen Viertakt-Parallel-Twin-Motor mit Wasserkühlung. Der Motor hat einen Hubraum von 849 cm³, fünf Ventile je Zylinder und eine Verdichtung von 9,2:1. Die Gemischaufbereitung geschieht in einem Gleichdruck-Doppelvergaser. Der Motor hat eine kontaktlose Zündungsanlage und eine Trockensumpfschmierung. Das Motorrad hat ein Getriebe mit 5 Gängen sowie eine Ölbadkupplung mit Betätigung über Bowdenzug. Die maximale Leistung beträgt 57 kW (77 PS) bei 7.500/min. Das maximale Drehmoment von 75,5 Nm erreicht der Motor bei einer Drehzahl von 6.000/min.
Das Motorrad hat ein Leergewicht von 230 kg, das zulässige Gesamtgewicht beträgt 435 kg. Der Tank fasst 18 Liter, davon drei Liter Reserve. Die 3VD verbraucht 4,5 bis 7 l/100 km Normalbenzin. Die Beschleunigung von 0 auf 100 km/h liegt bei 4,3 Sekunden. Die Höchstgeschwindigkeit liegt über 201 km/h, auch mit Sozius. Der Typ 3VD hat vorne Doppelscheibenbremse, die Bremse hinten hat nur eine einfache Scheibe.

## TDM850 (4TX)

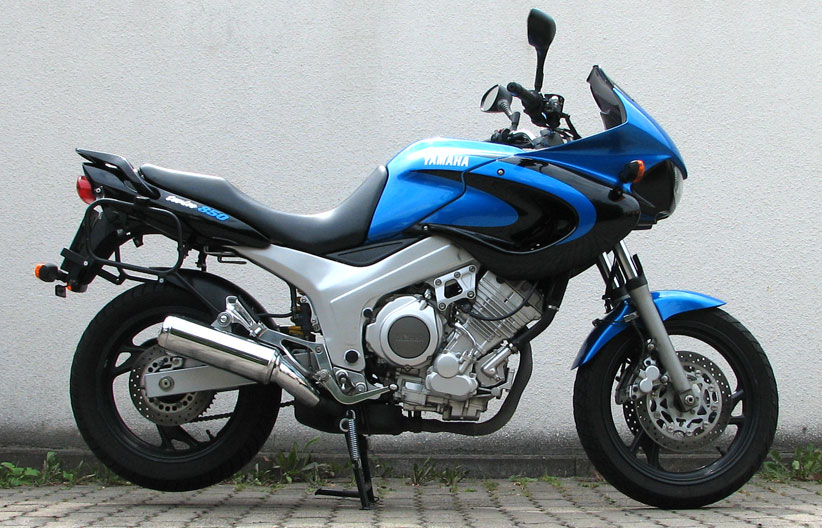
TDM 850 (4TX, Bj. 2001)

Die Yamaha TDM850 (4TX) wurde von 1996 bis 2001 gebaut.
Die Verdichtung wurde auf 10,5:1 erhöht und die Leistung auf 61 kW (82 PS) gesteigert. Die Kurbelwelle wurde auf 270° Hubzapfenversatz geändert, um einem besseren Motorklang – ähnlich einem echten V2-Motor – näher zu kommen. Äußerlich änderten sich noch die vordere Verkleidung, die Lampe wurde in die Maske integriert. Der Tankinhalt wurde auf 20 l erhöht, das Getriebe enger gestuft, der Benzinverbrauch reduziert und die oft kritisierten Lastwechselreaktionen erstmals (wie in den Folgemodellen) reduziert.

## TDM900 (RN08)

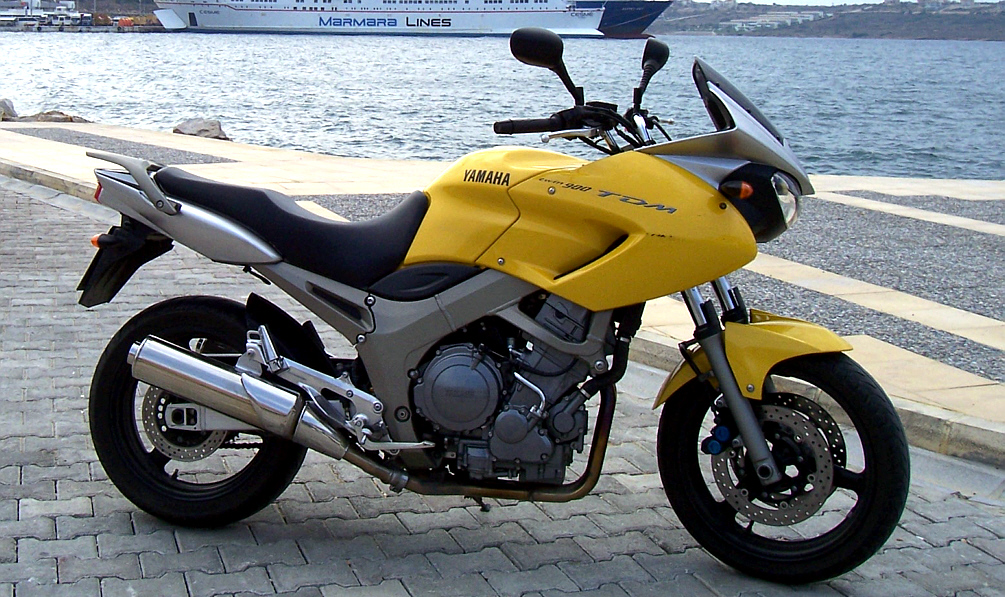
TDM 900 (RN08, Bj. 2002)

2002 wurde die TDM850 von der TDM900 abgelöst. Wichtigste Unterschiede sind der stärkere Motor mit 6-Gang-Getriebe und eine neue Halbverkleidung.
Die Maschine erhielt eine Einspritzanlage und eine Abgasreinigung mittels Sekundärluftsystem und geregeltem Katalysator. Neu war auch das Fahrgestell: Der Rahmen besteht aus Aluminium und ist somit 29 Prozent leichter. Auch die Räder und die Bereifung wurden geändert: Die TDM 900 rollt auf breiteren und leichteren Dreispeichen-Rädern, 120er Vorderreifen und 160er Hinterreifen. Eine weitere Neuerung war die 43er-Teleskopgabel. Einen Vorteil bieten auch die einteiligen Bremszangen; die Bedienungskräfte fallen deutlich niedriger aus als bei der TDM 850. Geliefert wird in den Farben Reddish Yellow Cocktail, Silber und Dunkelblau-Metallic.

## TDM900A (RN11)
Ab 2005 gab es die TDM mit optionalem Antiblockiersystem; die 2004er RN11 hat kein ABS. Die RN11 ab 2004 optisch gleich mit der RN08, neue Veränderung in der Gabel und die Motorsteuerung wurde überarbeitet. Die RN11 kommt ab 2005 mit schwarzen Rahmen, in Deutschland nur noch mit ABS und Wegfahrsperre.

## TDM900A (RN18)

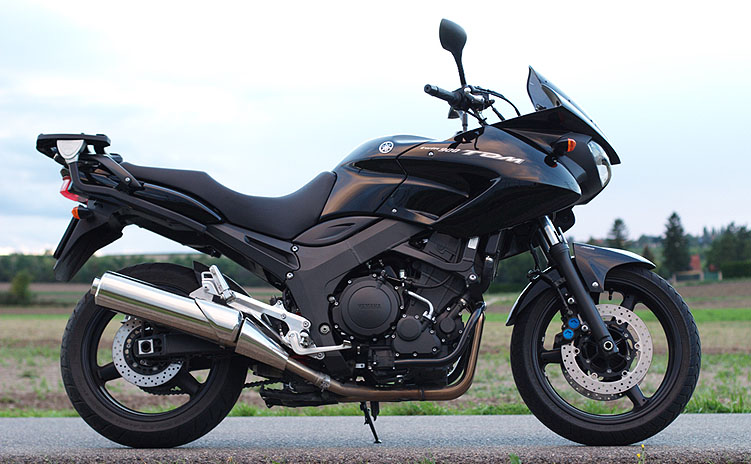
TDM 900 A („RN18“, Bj. 2007)

Die TDM900A (RN18) hat einen flüssigkeitsgekühlten Zweizylindermotor mit 897 cm³ Hubraum. Der Viertaktmotor erzeugt eine Nennleistung von 63,4 kW (86 PS) bei 7500/min und ein maximales Drehmoment von 88,8 Nm bei 6000/min. Gezündet wird mit einer digitalen Transistorzündanlage. Seit dem Modell 2007 hat das Motorrad einen Drei-Wege-Katalysator, der die Euro-3-Abgasnorm erreicht (davor Euro-2). Optional sind eine Wegfahrsperre und das ABS erhältlich – letzteres in Deutschland serienmäßig.
Das Motorrad wiegt leer 226 kg und hat ein zulässiges Gesamtgewicht von 424 kg. Der Tank fasst 20 l, davon 3,5 l Reserve. Die RN 18 verbraucht 4,5 bis 7 l/100 km bleifreies Normalbenzin. Die Maschine erreicht eine Höchstgeschwindigkeit von 210 km/h.

## Farben der TDM900
- Modell 2002: Very Dark Blue Metallic A, Silver Tech, Reddish Yellow Cocktail
- Modell 2003: Galaxy Blue, Silver Tech, Blue Stone
- Modell 2004: Galaxy Blue, Blue Stone, Diamond Black
- Modell 2005: Diamond-Black, Silver-Tech, Diamond-Black-Gold
- Modell 2006: Diamond-Black, Silver-Storm, Ocean-Depth
- Modell 2007: Lava-Red, Midnight-Black, Competition-White
- Modell 2008: Midnight-Black, Lava-Red, Silver
- Modell 2009: Midnight-Black, Silver Tech, Thunder Blue
- Modell 2010: Midnight-Black, Gun Metallic